# Gary Oldman

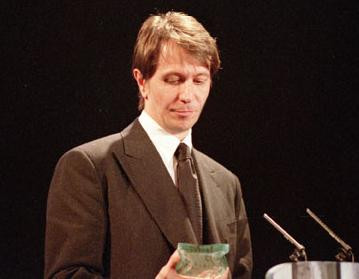
Gary Oldman (2000)

Sir Gary Leonard Oldman (ur. 21 marca 1958 w Londynie) – brytyjski aktor, scenarzysta, reżyser i producent filmowy. Laureat Oscara za najlepszą pierwszoplanową rolę w filmie Czas mroku (2017), gdzie wcielił się w Winstona Churchilla.

## Życiorys

### Wczesne lata
Urodził się w New Cross, w południowym Londynie jako syn Kathleen (z domu Cheriton) i Leonarda Bertrama Oldmana, z zawodu spawacza, a wcześniej marynarza. Został wychowany przez matkę i dwie siostry. Jego ojciec, alkoholik, opuścił rodzinę, kiedy Gary miał siedem lat i potem tylko jeden raz rozmawiali przez telefon. W wieku 16 lat Oldman przerwał naukę w szkole średniej i dołączył do lokalnego gangu. Utrzymywał się przez pracę w sklepie z artykułami sportowymi; w czasie wolnym od pracy studiował literaturę, a potem aktorstwo pod kierunkiem Rogera Williamsa.

### Kariera
Rozpoczął pracę w Greenwich Young People’s Theatre, a po odbyciu nauki w szkole teatralnej (1979), do której mógł uczęszczać dzięki otrzymanemu stypendium, pracował w Citizens Theatre w Glasgow. Później związał się z zespołem z londyńskiego West End i w 1985 otrzymał nagrody dla najlepszego aktora i najciekawszej nowej twarzy za rolę w sztuce The Pope's Wedding (Wesele papieża). W tym czasie zadebiutował rolą kinową w filmie Remembrance (1981) oraz w dwóch filmach telewizyjnych, m.in. Honest, Decent and True (1985).
Pierwszy przełom nadszedł w jego karierze, kiedy pojawił się jako Sid Vicious w filmie biograficznym Sid i Nancy (Sid and Nancy, 1986), o tragicznym związku artysty punkrockowego z Nancy Spungen. Za stworzenie kreacji pogrążonego życiowo rockmana zebrał entuzjastyczne opinie krytyków. Zupełnie różna od poprzedniej, rola pisarza Joe Ortona, w filmie Stephena Frearsa Nadstaw uszu (Prick Up Your Ears, 1987), przyniosła mu nominację do nagrody dla najlepszego aktora, przyznawanej przez Brytyjską Akademię Sztuki Filmowej i Telewizyjnej. W tym samym roku przeniósł się do Stanów Zjednoczonych, by w 1988 wystąpić w filmie Nicolasa Roega Track 29.
Jego pierwszą rolą w dużej hollywoodzkiej produkcji była rola Lee Harveya Oswalda, podejrzanego o zamach na Kennedy’ego w filmie Olivera Stone’a JFK (1991), gdzie w roli jego żony, Mariny Oswald wystąpiła Beata Poźniak. W Drakuli Francisa Forda Coppoli (1992) zagrał tytułową rolę wampira. Oprócz ról ekscentryków, jak zapuszczający dredy i próbujący udowodnić, że jest rastamanem Drexel Spivey z thrillera Prawdziwy romans (True Romance, 1993), Oldman zagrał również bardziej konwencjonalnych bohaterów, m.in. policjanta Stansfielda w filmie Leon zawodowiec (Léon: The Professional, 1994). Zasiadał w jury konkursu głównego na 46. MFF w Cannes (1993).
Reżyserskim debiutem uczynił mroczny dramat autobiograficzny Nic doustnie (Nil by Mouth, 1997) o patologicznej londyńskiej rodzinie robotniczej. Film zadedykował ojcu. Do grania ról dziwaków powrócił w Piątym elemencie (The Fifth Element) Luca Bessona (1996). Postać przywódcy terrorystów – fanatyka Iwana Korszunowa wykreowana w Air Force One (1998) zaowocowała kolejnymi nagrodami i nominacjami, podobnie jak rola w Ukrytej prawdzie (The Contender, 2000). Kolejną ciekawą kreacją była postać Masona Vergera, oszpeconej ofiary psychopatycznego doktora Hannibala Lectera w filmie Ridleya Scotta Hannibal (2001). Następnie zagrał Syriusza Blacka w cyklu filmów o Harrym Potterze oraz komisarza Gordona w trzech filmach Christophera Nolana o Batmanie.
Użyczył głosu Wiktorowi Reznowowi w znanych grach wojennych Call of Duty: World at War oraz Call of Duty: Black Ops. W 2017 wcielił się w rolę Winstona Churchilla w filmie Czas mroku (Darkest Hour), za co został uhonorowany Złotym Globem, Oscarem i nagrodą BAFTA.

## Życie prywatne
Był czterokrotnie żonaty. W 1987 ożenił się z aktorką Lesley Manville, kiedy razem pracowali w Royal Court Theatre. Rozwiedli się w 1989, niedługo po urodzeniu syna, Alfiego Ronalda B. (ur. 1988 w Londynie). 1 października 1990 poślubił aktorkę Umę Thurman, z którą się rozwiódł 30 kwietnia 1992 po niespełna dwóch latach małżeństwa. Po kilkuletnim związku z włoską aktorką i modelką Isabellą Rossellini 16 lutego 1997 ożenił się z Donyą Fiorentino, z którą ma dwóch synów – Gullivera Flynna (ur. 20 sierpnia 1997) i Charliego Johna (ur. 11 lutego 1999), nad którymi przyznano później wyłączną opiekę Oldmanowi. 31 grudnia 2008 ożenił się po raz czwarty – z młodszą o 19 lat piosenkarką jazzową Alexandrą Edenborough, która 9 stycznia 2015 w Los Angeles złożyła pozew o rozwód.
Swoje poglądy polityczne określa jako libertariańskie.
W 2025 otrzymał tytuł szlachecki.

## Filmy fabularne
- 1982: Remembrance jako Daniel
- 1984: Meantime jako Coxy
- 1986: Sid i Nancy (Sid and Nancy) jako Sid Vicious
- 1987: Nadstaw uszu (Prick Up Your Ears) jako Joe Orton
- 1988: Mamy o Tobie jak najlepszą opinie (We Think the World of You) jako Johnny
- 1988: Tor 29 (Track 29) jako Martin
- 1988: Prawo i sprawiedliwość (Criminal Law) jako Ben Chase
- 1989: Chattahoochee jako Emmett Foley
- 1990: Stan łaski (State of Grace) jako Jackie Flannery
- 1990: Rosencrantz i Guildenstern nie żyją[16] jako Rosencrantz/Guildenstern
- 1990: Henry i June (Henry & June) jako Pop (Maurice Escargot)
- 1991: JFK jako Lee Harvey Oswald
- 1992: Drakula (Dracula) jako Drakula
- 1993: Prawdziwy romans (True Romance) jako Drexl Spivey
- 1993: Krwawy Romeo (Romeo Is Bleeding) jako Jack Grimaldi
- 1994: Wieczna miłość (Immortal Beloved) jako Ludwig van Beethoven
- 1994:  Leon zawodowiec (Léon) jako Stansfield
- 1995: Szkarłatna litera (The Scarlet Letter) jako Wielebny Arthur Dimmesdale
- 1995: Morderstwo pierwszego stopnia (Murder in the First) jako Milton Glenn
- 1996: Basquiat – Taniec ze śmiercią (Basquiat) jako Albert Milo
- 1997: Piąty element (The Fifth Element) jako Jean-Baptiste Emanuel Zorg
- 1997: Air Force One jako Valera / Egor Korshunov / Ivan Korshunov
- 1998: Zagubieni w kosmosie (Lost in Space) jako dr Zachary Smith / Spider Smith
- 1998: Magiczny miecz – Legenda Camelotu[17] jako baron Ruber (głos)
- 1999: Jezus (Jesus) jako Poncjusz Piłat
- 2000: Ukryta prawda (The Contender) jako Shelly Runyon
- 2001: Niczyje dziecko (Nobody's Baby) jako Buford Dill
- 2001: Hannibal jako Mason Verger
- 2002: Beat the Devil jako Diabeł
- 2002: Ale jazda! (Interstate 60: Episodes of the Road) jako O.W. Grant
- 2003: Małe jest piękne (Tiptoes) jako Rolfe
- 2003: Grzech (Sin) jako Charlie Strom
- 2004: Who’s Kyle? jako Scouse
- 2004: Harry Potter i więzień Azkabanu[18] jako Syriusz Black
- 2005: Harry Potter i Czara Ognia[19] jako Syriusz Black
- 2005: Dead Fish jako Lynch
- 2005: Batman: Początek (Batman Begins) jako James Gordon
- 2006: Las cieni (Bosque de sombras) jako Paul
- 2007: Harry Potter i Zakon Feniksa[20] jako Syriusz Black
- 2008: Mroczny Rycerz (The Dark Knight) jako James Gordon
- 2009: Zabójca z Tokio (Rain Fall) jako William Holtzer
- 2009: Nienarodzony (The Unborn) jako Rabbi Sendak
- 2009: Opowieść wigilijna (A Christmas Carol) jako Bob Cratchit / Marley / Tiny Tim
- 2009: Planeta 51 (Planet 51) jako generał Grawl (głos)
- 2010: Księga ocalenia (The Book of Eli) jako Carnegie
- 2011: Spluwy, dziewczyny i poker (Guns, Girls and Gambling) jako Elvis
- 2011: Szpieg (Tinker, Tailor, Soldier, Spy) jako George Smiley
- 2011: Dziewczyna w czerwonej pelerynie (Red Riding Hood) jako ojciec Solomon
- 2011: Harry Potter i Insygnia Śmierci. Część II[21] jako Syriusz Black
- 2011: Kung Fu Panda 2 jako Shen (głos)
- 2012: Gangster (Lawless) jako Floyd Banner
- 2012: Mroczny Rycerz powstaje (The Dark Knight Rises) jako James Gordon
- 2013: Paranoja (Paranoia) jako Nicolas Wyatt
- 2014: Ewolucja planety małp (Dawn of the Planet of the Apes) jako Dreyfus
- 2014: RoboCop jako dr Dennett Norton
- 2015: Zmowa (Man Down) jako kapitan Peyton
- 2015: System (Child 44) jako Timur Nestorov
- 2016: Umysł przestępcy (Criminal) jako Quaker Wells
- 2017: Czas mroku (Darkest Hour) jako Winston Churchill
- 2017: Bodyguard Zawodowiec [22] jako Vladislav Dukhovich
- 2017: Między nami kosmos (The Space Between Us) jako Nathaniel Shepherd
- 2018: Ocean ognia (Hunter Killer) jako Charles Donnegan
- 2019: Morze strachu (Mary) jako David
- 2019: Pralnia (The Laundromat) jako Jürgen Mossack
- 2019: Zabójcza przesyłka (The Courier) jako Ezekiel Mannings
- 2019: Anonimowi mordercy (Killers Anonymous) jako mężczyzna
- 2020: Mank jako Herman Mankiewicz
- 2021: Bodyguard i żona zawodowca[23] jako Vladislav Dukhovic
- 2021: Kryzys (Crysis) jako dr Tyrone Brower
- 2021: Kobieta w oknie (The Woman in the Window) jako Alistair Russell
- 2021: Flying Horse jako Dennis Spencer
- 2023: Oppenheimer (Oppenheimer) jako Harry S. Truman

## Seriale telewizyjne
- 1984: Dramarama jako Ben
- 1984: Morgan's Boy jako Colin
- 1985: Summer Season jako Gary
- 1986–1991: Screen Two jako Bex Bissell / Derek Bates / Ian Tyson
- 1989: Knots Landing jako Don Ross
- 1993: Upadłe anioły (Fallen Angels) jako Pat Keiley
- 1999: Tracey bierze na tapetę... (Tracey Takes On...) jako fryzjer
- 2001: Przyjaciele (Friends) jako Richard Crosby
- 2022: Kulawe konie (Slow Horses) jako Jackson Lamb

## Gry komputerowe
- 1998: Piąty Element (gra) jako Jean-Baptise Emanuel Zorg
- 2002: Medal of Honor: Allied Assault – Spearhead jako sierżant Jack Barnes
- 2003: True Crime: Streets of LA jako Rocky/Agent Masterson
- 2006: The Legend of Spyro: A New Beginning jako Ignitus
- 2007: The Legend of Spyro: The Eternal Night jako Ignitus
- 2008: The Legend of Spyro: Dawn of the Dragon jako Ignitus
- 2008: Call of Duty: World at War jako Victor Reznov
- 2010: Call of Duty: Black Ops jako Victor Reznov
- 2015: Lego Dimensions jako Lord Vortech
- 2025: Star Citizen jako Admiral Ernst Bishop

## Reżyser, scenarzysta, operator
- 1997: Nic doustnie (Nil by Mouth) Reżyser
- 1997: Nic doustnie (Nil by Mouth) Scenarzysta
- 2009: Take Flight: Gary Oldman Directs Chutzpah Operator

## Producent
- 1997: Nic doustnie (Nil by Mouth)
- 2001: Niczyje dziecko (Nobody's Baby)

## Producent wykonawczy
- 1999: Plunkett i Macleane (Plunkett & Macleane)
- 2000: Ukryta prawda (The Contender)

## Nagrody
Oscar
- 2012 – Szpieg (nominacja) – najlepszy aktor pierwszoplanowy
- 2018 – Czas mroku (wygrana) – najlepszy aktor pierwszoplanowy

Złoty Glob
- 2017 – Czas mroku – najlepszy aktor w filmie dramatycznym

BAFTA
- 1998 – Nic doustnie – najlepszy scenariusz oryginalny
- 1998 – Nic doustnie – nagroda im. Alexandra Kordy za najlepszy brytyjski film roku
- 1987 – Nadstaw uszu (nominacja) –  najlepszy aktor pierwszoplanowy
- 2011 – Szpieg (nominacja) – najlepszy aktor pierwszoplanowy

Złota Palma
- 1997 – Nic doustnie (nominacja)

## i nominacje
SATURN
- 1993 – Drakula – najlepszy aktor
- 1999 – Zagubieni w kosmosie (nominacja) – najlepszy aktor drugoplanowy
- 2005 – Harry Potter i więzień Azkabanu (nominacja) – najlepszy aktor drugoplanowy

MTV Movie Awards
- 1993 – Drakula (nominacja) – najlepszy pocałunek
- 1998 – Air Force One (nominacja) – najlepszy czarny charakter
- 1998 – Air Force One (nominacja) – najlepsza scena walki

Nagroda Emmy
- 2001 – Przyjaciele (nominacja) – najlepszy występ gościnny w serialu komediowym

Złota Malina
- 1996 – Szkarłatna litera (nominacja) – najgorsza para aktorska (z Demi Moore)

## Odznaczenia
- Odznaka Rycerza Kawalera – 2025[15]